# Jiang Yanmei
Jiang Yanmei (chiń. 江彦媚, ur. 26 lutego 1981 w Guangdong) - urodzona w Chinach zawodniczka badmintona reprezentująca Singapur.
Zawodniczka startowała w grze pojedynczej kobiet na Igrzyskach w Atenach, oraz w grze podwójnej kobiet podczas igrzysk w Pekinie.